# Eduard Zacharias
Joseph Eduard Julius Zacharias, född den 16 maj 1852 i Berlin, död den 23 mars 1911 i Hamburg, var en tysk botanist. Auktorsnamnet E.Zacharias kan användas för Eduard Zacharias i samband med ett vetenskapligt namn inom botaniken; se Wikipediaartiklar som länkar till auktorsnamnet.
Zacharias blev filosofie doktor i Heidelberg 1877, privatdocent där 1879 och extra ordinarie professor 1882, kallades 1894 till vetenskaplig assistent vid Hamburgs botaniska trädgård och blev 1897 dess föreståndare samt 1901 tillika chef för botaniska museet och laboratoriet för varukännedom (allt detta under det gemensamma namnet "Hamburgs botaniska statsinstitut"). 
Zacharias första skrifter var växtanatomiska, men snart överflyttade han sin forskning till celläran, särskilt cytologin, ett område, där han blev en erkänd auktoritet. Han skrev en ansenlig mängd avhandlingar om cellkärnan, kärn- och celldelning, cellväggen och dessa organs kemi likom cellens ämnesproduktion, spermatozoiderna hos växter och djur med mera. 
En av Zacharias trädgårdsspecialiteter var framgångsrik experimentell odling av levermossor. Därjämte var han även verksam inom blomningens biologi, särskilt fruktträdens och deras fruktsättning, ivrade för fruktträdsodling och var en framstående expert för trädgårdsutställningar hemma och i utlandet.